# 长在屋里的竹笋
《长在屋里的竹笋》是一部中国上海美术电影制片厂制作的动画短片。该片是中国的第一部水墨剪纸片，获得了原南斯拉夫第三届萨格勒布国际动画电影节一等奖。

## 剧情简介
葵葵家的后屋里长处了一只竹笋，葵葵受外婆的影响，认为长在谁家就归谁，便盼着竹笋快点长，长大后挖出来给全家人享用。但是秀秀得知后，却认为竹笋应归集体，为此她和葵葵争吵起来……